# 北京时代美术馆
北京时代美术馆，位于北京市海淀区复兴路69号华熙LIVE·五棵松。

## 简介
北京时代美术馆成立于2008年5月，是民间非营利性美术馆，由华熙国际投资集团有限公司投资创办。起初位于北京市朝阳区建国门外大街6号中环世贸中心D座35-37层。首任馆长是王艺。首展为《热血5月·2008》，邀请中国国内写实派画家为“汶川大地震”集体创作了一幅长卷，拍卖所得全部3600多万元人民币善款用于震区灾后文化重建。除展览外，该馆自2013年起还引入古琴、现代舞、禅乐、戏剧等。
2016年，北京时代美术馆迁至五棵松新馆（属于五棵松文化体育中心二期，位于华熙LIVE·HI-UP东北角）。2016年10月29日，由中国美术家协会、中国国家画院主办、华熙国际投资集团有限公司协办，北京时代美术馆承办的“王艺2016研究展”在北京时代美术馆开幕，这也是新馆举办的首个展览。